# ウィリアム・ビーチー
ヘンリー・ウィリアム・ビーチー（Sir Henry William Beechey RA、1753年12月12日 - 1839年1月28日）は、イギリスの肖像画家である。イギリス王族などの肖像画を描いた。多くの探検航海を指揮した海軍軍人、フレデリック・ウィリアム・ビーチーの父親である。

## 略歴
オックスフォードシャーのバーフォードの法律家の息子に生まれた。両親が早く亡くなり、近くの町に住む法律家の叔父に育てられ。はじめ法律を学ぶが、美術に転じ1772年にロンドンのロイヤル・アカデミー・オブ・アーツの美術学校に入学した。美術学校ではドイツ生まれの新古典派の画家、ヨハン・ゾファニー(Johan Zoffany: 1733-1810)の学生になった。1776年に初めて展覧会に出展し、何点かの肖像画で好評を得て、貴族階級の人々から多くの注文を受けるようになった。1782年から1785年までノリッチで働いた後、ロンドンで活動し、1789年には代表作の一つとされる主教のジョン・ダグラス(John Douglas: 1721-1807)の肖像画を描いた。1793年にロイヤル・アカデミーの準会員になり、同じ年にジョージ3世の王妃シャーロットの公式肖像画家となった。王室のメンバーや有名な人物の肖像画を描いた。1798年に描いたジョージ3世の肖像画も代表作とされる。1798年にナイトに叙され、ロイヤル・アカデミーの正会員となった。
1772年に最初の結婚をし5人の子供が生まれ、1793年に最初の妻が亡くなった後、ミニアチュール画家のアン・イェソップ(Anne Phyllis Jessop: 1764- 1833)と再婚し 、16人の子供が生まれた。子供たちの中には多くの探検航海を指揮した海軍軍人のフレデリック・ウィリアム・ビーチー(1796-1856)や画家になったジョージ・ダンカン・ビーチー(1798-1852) 、画家・考古学研究者のヘンリー・ウィリアム・ビーチー（1788/89-1862）がいる。リチャード・ブリジーズ・ビーチー（Richard Brydges Beechey (1808-1895) は画家・海軍提督になった。

## 作品

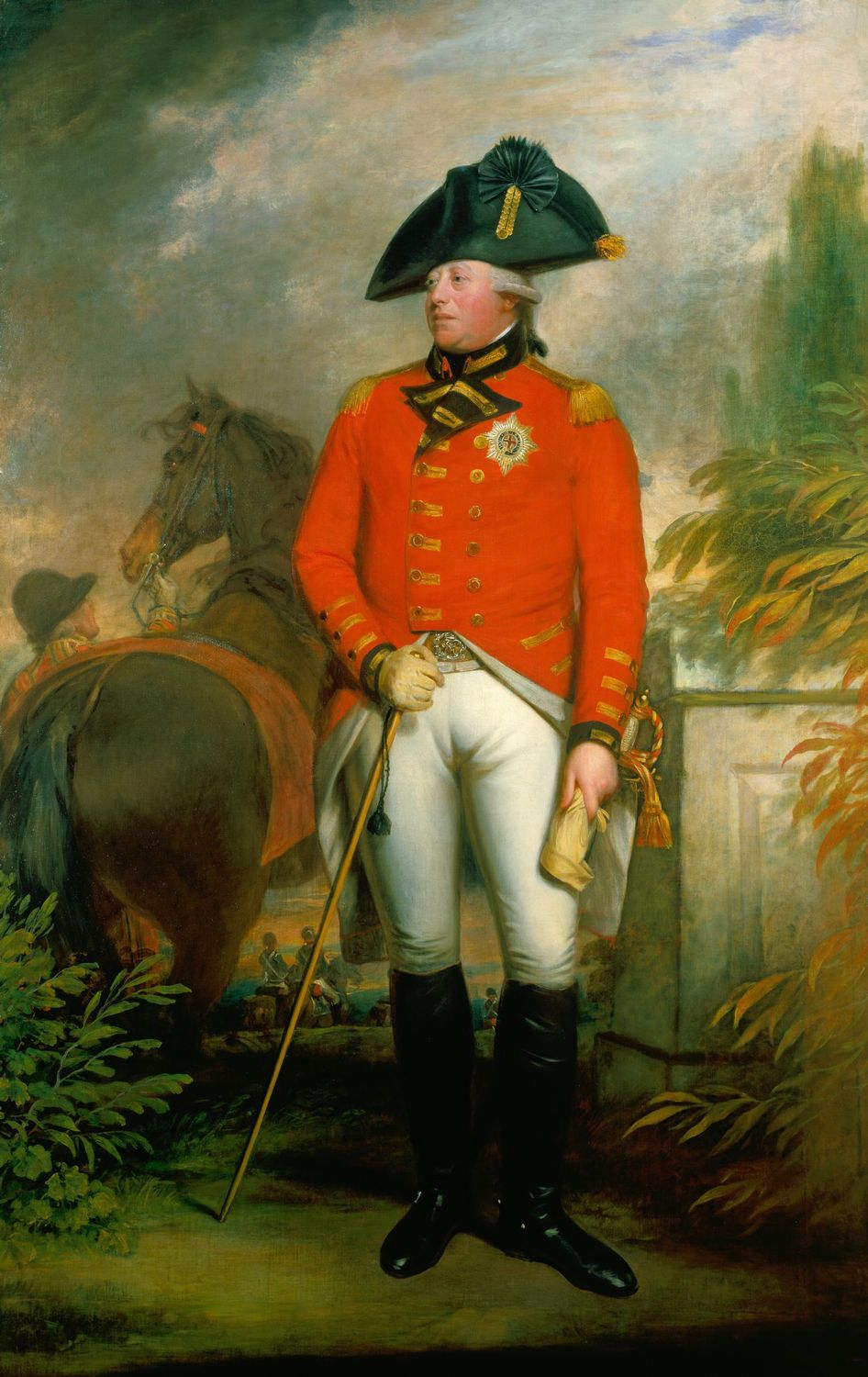
ジョージ3世　の肖像画 (1790年代末) バッキンガム宮殿
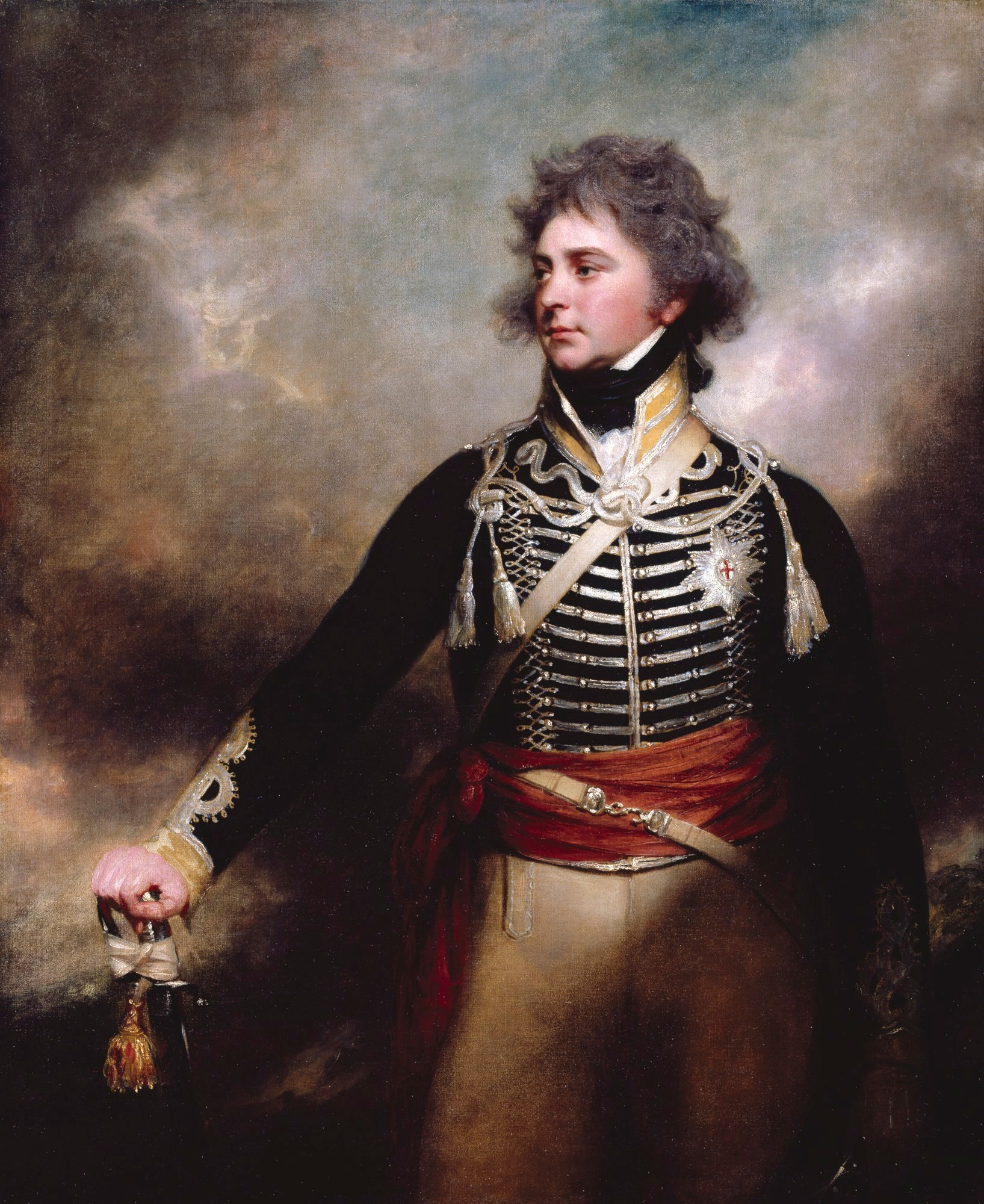
皇太子時代のジョージ4世(c.1798)
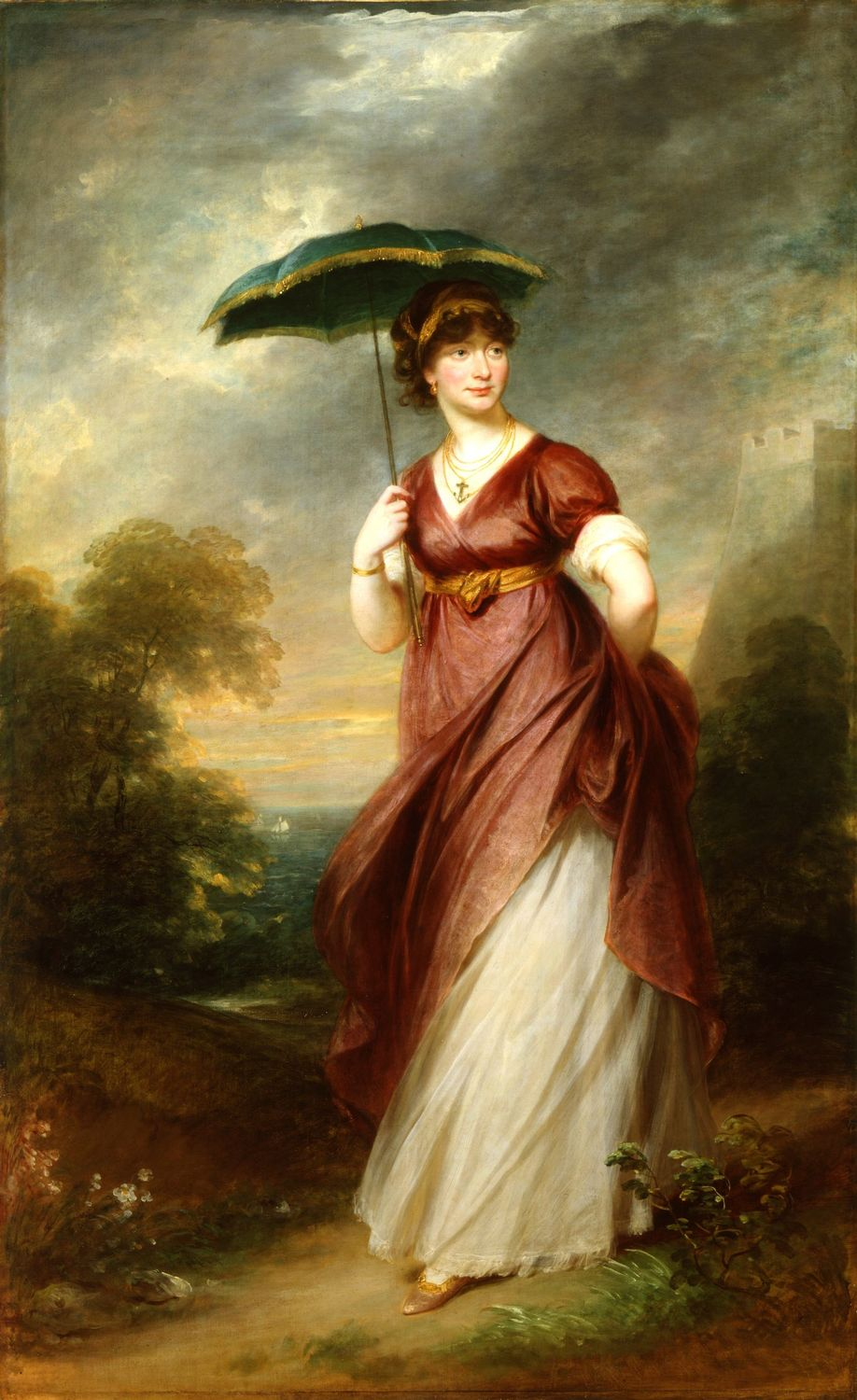
王女オーガスタ・ソフィア(c.1802) バッキンガム宮殿
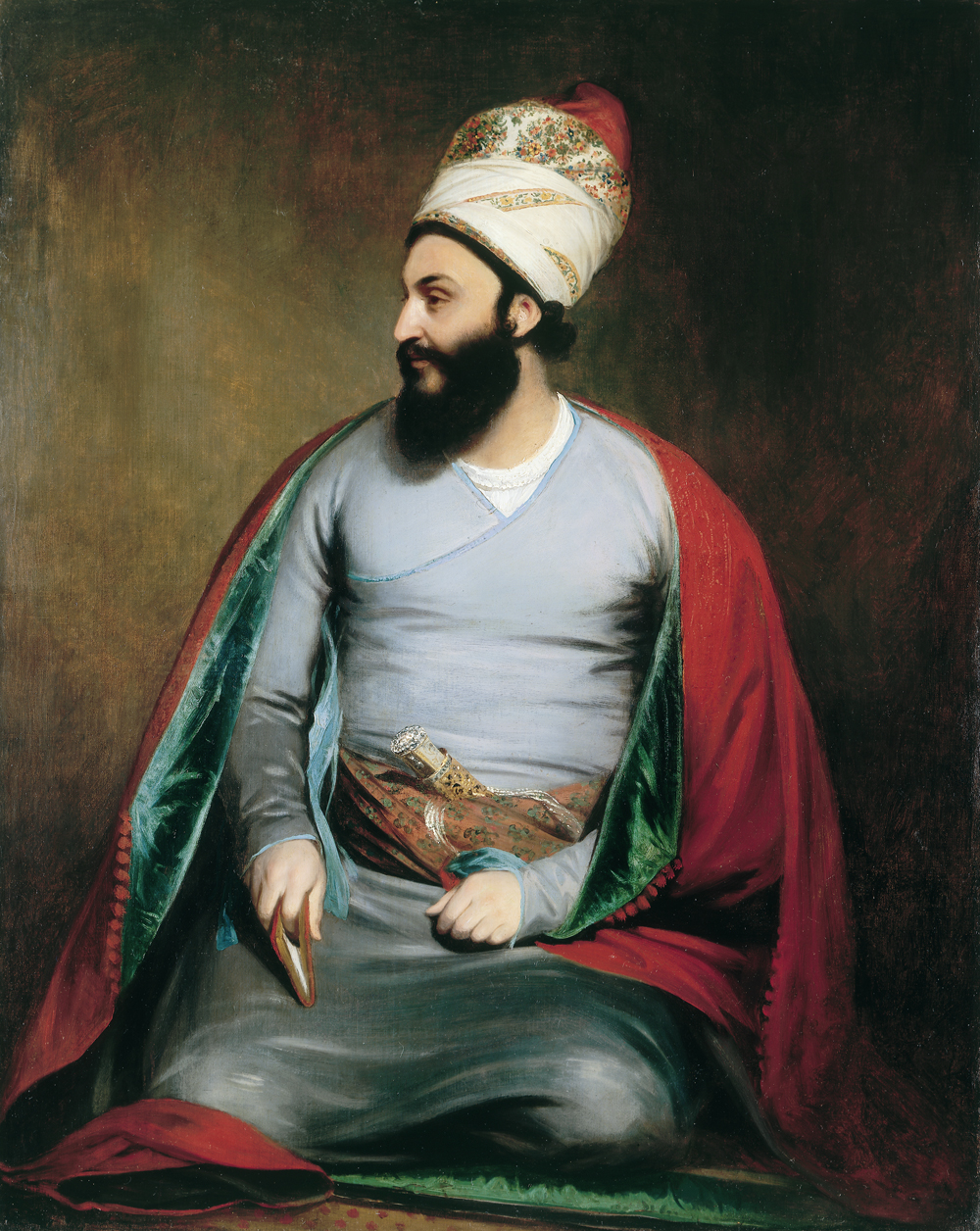
ペルシャの外交官Mirza Abolhassan Khan Ilchi (1809/1810)